# Mamoea mandibularis
Mamoea mandibularis là một loài nhện trong họ Amphinectidae. Loài này phân bố ở New Zealand.